# U-1064
U-1064 — средняя немецкая подводная лодка типа VIIC/41 времён Второй мировой войны.

## История
Заказ на постройку субмарины был отдан 14 октября 1941 года. Лодка была заложена 23 сентября 1943 года на верфи «Германиаверфт» в Киле под строительным номером 701, спущена на воду 22 июня 1944 года. Лодка вошла в строй 29 июля 1944 года под командованием  корветтен-капитана Карла-Германа Шнейдервинда.

### Флотилии
- 29 июля 1944 года - 31 января 1945 года - 5-я флотилия (учебная)
- 1 февраля 1945 года - 8 мая 1945 года - 11-я флотилия

### История службы
Лодка совершила один боевой поход. Потопила одно судно водоизмещением 1 564 брт.
29 мая 1945 года переведена из Тронхейма, Норвегия, в Лох-Риэн. 
Эта лодка была оснащена шноркелем.

### Атаки на лодку
- 21 февраля 1945 года лодка была атакована глубинными бомбами с британского эскортного корабля HMS Fusilier и получила значительные повреждения.

### Послевоенная служба
U-1064 в отличие от большинства своих товарок избежала уничтожения в рамках операции «Дэдлайт». В ноябре 1945 года она была передана Советскому Союзу, в 1946 году переименована в Н-24, в 1949 году получила обозначение С-83. 29 декабря 1955 года была выведена из состава боевых кораблей, переоборудована в плавучую зарядовую станцию, получила наименование ПЗС-33, с 1 июня 1957 года использовалась в качестве учебно-тренировочной станции под именем УТС-49. 12 марта 1974 года исключена из списка плавсредств флота и сдана на утилизацию.